# Sénat de la république serbe de Bosnie
Le Sénat de la république serbe de Bosnie est l'organe consultatif des plus hautes institutions constitutives de la république serbe de Bosnie, une entité constitutive de la Bosnie-Herzégovine. Son organisation et ses fonctions sont régies par la Constitution de la république serbe de Bosnie et la loi sur le Sénat de la république serbe de Bosnie. Selon le texte initial de la loi de 1997, seuls des Serbes pouvaient être nommés membres du Sénat. La Commission européenne pour la démocratie par le droit a déclaré en 2001 que cette disposition était abrogatoire, discriminatoire et manifestement inconstitutionnelle. La loi a été modifiée en 2010 et permet à des personnes de toutes origines ethniques d'être nommées membres du sénat. 

## Membres (janvier 2021)
Les membres du Sénat sont :
- Željka Cvijanović – Banja Luka
- Milorad Dodik – Banja Luka
- Branko Bojović – États-Unis
- Jelena Guskova – Moscou
- l'Évêque de Franfort et de toute l'Allemagne Grigorije
- Borko Đurić – Banja Luka
- Milivoje Ivanišević – Belgrade
- Nenad Kecmanović – Belgrade
- Bogdana Koljević – Belgrade
- Rajko Kuzmanović – Banja Luka
- Emir Kusturica – Belgrade
- Vladimir Lukić – Banja Luka
- Slavko Mitrović – Banja Luka
- Stevo Mirjanić – Banja Luka
- Svetozar Mihajlović – Bijeljina
- Milimir Mučibabić – Belgrade
- Bosa Nenadić – Belgrade
- Rajko Petrov Nogo – Belgrade
- Slobodan Pavlović – Bijeljina
- Borislav Paravac – Doboj
- Stevo Pašalić – Zvornik
- Živko Radišić – Banja Luka
- Ranko Risojević – Banja Luka
- Željko Rodić – Banja Luka
- Filip Savić – Srbac
- Radmila Smiljanić – Belgrade
- Boško Tomić – Istočno Sarajevo
- Milan Tomić – Brčko
- Ivan Tomljenović – Banja Luka
- Branko Tupanjac – Trebinje
- Fuad Turalić – Banja Luka
- Marinko Umičević – Banja Luka
- Aleksandar Džombić – Banja Luka
- Ivanka Šego – Banja Luka
- Slavenko Terzić – Belgrade
- Stanko Stanić – Banja Luka

### Anciens membres
- Aleksa Buha
- Milorad Ekmečić
- le métropolite de Dabro-Bosna Nikolaj
- Nikola Poplašen